# Ляди (Варнавинський район)
Ляди (рос. Ляды) — присілок в Варнавинському районі Нижньогородської області Російської Федерації.
Населення становить 74 особи. Входить до складу муніципального утворення Богородська сільрада.

## Історія
Від 2009 року входить до складу муніципального утворення Богородська сільрада.

## Населення
| 1999 | 2002 | 2010 |
| ---- | ---- | ---- |
| 84   | ↘83  | ↘74  |